# Уринарный акариаз
Уринарный акариаз (acariasis urinaria; urogenital acariasis; мочеполовой акариаз) — малоизученный акариаз мочевых путей.
Механизм заражения не выяснен. Предполагается, что клещи могут вползать в мочевые пути с вульвы и близких участков кожи, либо при попадании в лёгкие или кишечник, могут войти в циркуляцию крови, и достигают почек и мочевыводящих путей. Интересно, что Cytoleichus sarcoptoides иногда находят в печени и почках домашней птицы.
Mikie (1926) сообщил об инфекции мочевых путей тремя клещами: Tarsonemus floricolus C. и F., Glyciphagus domesticus de Geer (см. Чесотка бакалейщика), и Tyroglyphus longior Gerv (см. Тироглифоз).
Клещи были найдены в мочевом осадке при пиелонефрите и гепатите (Pitariu, 1978, 1979).
Цистоскопия у лиц, в моче которых были найдены клещи, выявила гиперплазию, лимфоциты и т.д., были найдены взрослые клещи Lardoglyphus konoi, Euroglyphus maynei, Tarsonemus granarus. Стенка пузыря повреждена.
Мочевой акариаз вызван клещами, паразитирующими в мочевых путях. Клещ в мочевой системе может повредить эпителий уретры. Кроме того они могут также вторгнуться в свободную соединительную ткань и маленький кровеносный сосуд в мочевых путях, и вызвать язву. Цистоскопия показала много плотного розового нарыва было найденного в trigone мочевого пузыря.
Известен случай, когда яйцо клеща, найденное в моче, было принято за яйцо Schistosoma haematobium (см. Шистосомоз).
Исследование в Китае нашло, что 3.5% образцов мочи и 6.2% образцов кала (см. Кишечный акариаз) содержали взрослых, личинок, или яйца клещей.
В моче были найдены и чесоточные клещи Sarcoptes scabiei. Возбудитель очевидно попал в мочу с полового члена. Половой член при чесотке поражается часто, могут возникать бородавки, сыпь, скабиозные язвы (представляют собой твёрдые, красные, пруригинозные папулы, находящиеся на головке мужского полового члена) и другие патологические изменения. Папулы на половом члене при чесотке могут напоминать сифилитические. Чесоточные поражения полового члена, особенно имеющие вид эктим, могут дать повод смешать их с проявлениями первичного или вторичного периода сифилиса или с язвой мягкого шанкра. Наличие уплотнения очага поражения и др. проявлений сифилиса, обнаружение Treponema pallidum или возбудителя мягкого шанкра, положительная реакция Вассермана позволяют поставить правильный диагноз сифилиса или мягкого шанкра (см. Сифилис). Чесотка может осложняться заболеваниями, передающимися половым путём (ЗППП). У мужчин при чесотке поражается головка полового члена, крайняя плоть, мошонка, у женщин большие половые губы. Осложнением чесотки может стать орхоэпидидимит и гломерулонефрит постстрептококковой этиологии. Пиодермия на половых органах приводит к развитию регионарных лимфаденитов. Дифференциальный диагноз чесотки проводят с сифилисом и генитальным герпесом (см. Чесотка).
Клещ Nephrophages sanguinarius был найден в моче японца, страдающего от фибринурии (Miyake и Scriba, 1893). Самцы, самки и яйца были найдены в спонтанно испускаемой моче и в
оттянутой посредством катетера. Все найденные клещи были мертвы.
Клещи Histiogaster также могут вызвать мочевой акариаз, вызывая по мнению авторов цистит.
Nephrophages sangtdnarius иногда выявляется в кровавой моче. Carpoglyphus alienus был найден в гнойной моче.
В РФ и позднем СССР возможность паразитирования клещей в мочеполовой системе отвергалось. Здесь характерный пример отвергания возможности паразитирования клещей в мочеполовой системе, вопреки повторному обнаружению Glycyphagus destructor в моче (см. Сенной зуд). Например, акаролог А.Б. Ланге писал в 3 томе "Жизнь животных", что ему "не раз приходилось определять тироглифид, доставленных из лабораторий в моче и крови человека, взятых для анализа, и даже «найденных» в тканях трупов при вскрытии. Все это, конечно, результат лабораторного заноса клещей. Однако есть некоторые виды, правда недостаточно изученные, которые встречаются при анализах мочи регулярно и, по-видимому, могут поселяться в мочеполовых путях человека".